# Lamping Peak
Der Lamping Peak ist ein felsiger Berggipfel in der antarktischen Ross Dependency. Er ragt an den westlichen Hängen der Königin-Alexandra-Kette zwischen dem Prebble-Gletscher und dem Wyckoff-Gletscher auf.
Das Advisory Committee on Antarctic Names benannte ihn 1966 nach John T. Lamping, einem Mitglied des United States Antarctic Program und Geomagnetologe auf der Amundsen-Scott-Südpolstation im Jahr 1961.